# Aaron Tveit
Aaron Kyle Tveit ( 21. října 1983, Middletown, New York, Spojené státy americké) je americký divadelní a filmový herec a zpěvák.
Hrál na Broadwayi v původním obsazení muzikálů Next to Normal, kde vystupoval v roli Gaba a v muzikálu Chyť mě, když to dokážeš, kde ztvárnil hlavní roli Franka Abagnala mladšího. Také se objevil v jedné z vedlejších rolí v populárním seriálu Super drbna a ve filmu Bídníci. Za roli Christiana v muzikálu Moulin Rouge! získal Cenu Tony pro nejlepšího herce v muzikálu.

## Vzdělání
V roce 2001 absolvoval Middletown High School, kde byl aktivní jak v divadle, tak i ve sportech jako golf, fotbal a basketbal. Hrál také ve všech školních divadelních představeních, ztělesnil mimo jiné Tonyho ve West Side Story. Odmítl stipendia obchodních škol a místo toho dal přednost studiu zpěvu na Ithaca College, což podpořili i jeho rodiče. Po nějakém čase však ze školy odešel, protože mu chybělo herectví a divadlo.

## Kariéra
Po dvou letech opustil studia na Ithaca College a připojil se k národnímu uvedení muzikálu Rent jako Steve a alternace Rogera a Marka. Po Rentu byl obsazen jako Link Larkin do prvního národního turné muzikálu Hairspray.
Role Linka Larkina zajistila Tveitovi v roce 2006 jeho debut na Broadwayi. Následující rok ztvárnil D'Artagnana v muzikálové adaptaci hry Tři mušketýři, která se uváděla v hudebním divadle North Shore od konce srpna do začátku září 2007. V červenci téhož roku hrál Matta v inscenaci Calvin Berger s divadelní společností Barrington Stage Company.
V roce 2008 si zahrál Gaba v mimo broadwayském uvedení muzikálu Next to Normal, které běželo od 16. ledna do 16. března v Second Stage Theatre. Za své ztvárnění role získal nominaci na cenu Lucille Lortel v kategorii nejlepší herec. V červnu 2008 ztvárnil roli Deana v muzikálové verzi filmu Černá ovce (v originále Saved!) v několika představeních v Playwrights Horizons. V této době se také začal objevovat jako Fiyero v muzikálu Čarodějka. V roce 2009 začal znovu hrát v muzikálu Next to Normal, tentokrát během uvádění v Arena Stage a za svůj výkon byl oceněn cenou Helen Hayes Award v kategorii nejlepší mužský herecký výkon ve vedlejší roli.
Dále hrál hlavní roli Franka Abagnala mladšího v muzikálové verzi filmu Chyť mě, když to dokážeš. Představení pro veřejnost začaly v březnu 2009 a oficiální premiéru měl muzikál 15. dubna 2009. Jeho jméno se objevilo na seznamu
„37 nejpřitažlivějších mužů v divadle“ na internetovém serveru AfterElton.com. Také hrál roli Rogera Davise v uvedení muzikálu Rent v Hollywood Bowl, které režíroval Neil Patrick Harris.
Objevil se ve filmu Roba Epsteina, Kvílení, založeném na stejnojmenné kontroverzní básni od Allena Ginsberga. Tveit hrál Petera Orlovskeho, dlouhodobého přítele Ginsberga, kterého ztvárnil James Franco. Také hostoval dvakrát v seriálu Zákon a pořádek: Útvar pro zvláštní oběti.
V dubnu 2011 se objevil na obálce amerického vydání magazínu Vanity Fair kvůli své roli v muzikálu Chyť mě, když to dokážeš. V roce 2012 si zahrál v muzikálovém filmu Bídníci založeném na stejnojmenném díle od Victora Huga.
Od června 2013 se objevoval v roli Mika Warrena v televizním seriálu Graceland. Na konci roku 2014 také ztvárnil roli Johna Wilkese Bootha v muzikálu Stevena Sondheima, Assasins. V roce 2016 ztvárnil Dannyho Zuka v živém uvedení muzikálu Pomáda.
V roce 2021 byl zpětně oceněn cenou Tony za roli Christiana v muzikálu Moulin Rouge!, jehož uvádění muselo být kvůli pandemii covidu-19 přerušeno. Během pandemie covidu-19 byl Tveit prvním broadwayským hercem, který oznámil, že má pozitivní test na covid.

## Filmografie
| Rok       | Název                                     | Role                             | Poznámky |
| --------- | ----------------------------------------- | -------------------------------- | --- |
| 2007      | Město duchů                               | anesteziolog                     | |
| 2009–2012 | Super drbna                               | William „Tripp“ van der Bilt III | Vedlejší role; 10 epizod „The Grandfather“ (2 série, 19. epizoda) „Seder Anything“ (2. série, 21. epizoda) „The Grandfather: Part II“ (3. série, 8. epizoda) „They Shoot Humphreys, Don't They?“ (3. série, 9. epizoda) „The Last Days of Disco Stick“ (3. série, 10. epizoda) „The Treasure of Serena Madre“ (3. série, 11. epizoda) „The Debarted“ (3. série, 12. epizoda) „Rhodes to Perdition“ (5. série, 9. epizoda) „Riding in Town Cars with Boys“ (5. série, 10. epizoda) „Father and the Bride“ (5. série, 12. epizoda) |
| 2010      | Kvílení                                   | Peter Orlovsky                   | |
| 2010      | Ošklivá Betty                             | Zachary Boule                    | televizní seriál, díl: „All the World's a Stage“ (4. série, 16. díl) |
| 2010      | Zákon a pořádek: Útvar pro zvláštní oběti | Jan Eyck                         | televizní seriál, díl: „Beef“ (11. série, 20. díl) |
| 2011      | Girl Walks Into a Bar                     | Henry                            | |
| 2011      | Tělo jako důkaz                           | Skip                             | televizní seriál, díl: „Point of Origin“ (2. série, 5. epizoda) |
| 2011      | Dobrá manželka                            | Spencer Zschau                   | televizní seriál, díl: „Executive Order 13224“ (3. série, 7. epizoda) |
| 2011      | Zákon a pořádek: Útvar pro zvláštní oběti | Stevie Harris                    | televizní seriál, díl: „Personal Fouls“ (13. série, 2. epizoda) |
| 2012      | Expresní zásilka                          | Kyle                             | |
| 2012      | Bídníci                                   | Enjolras                         | |
| 2013-2015 | Graceland                                 | Mike Warren                      | televizní seriál, jedna z hlavních rolí |
| 2013      | A Dream of Flying                         | mladý muž                        | krátký film |
| 2015      | Big Sky                                   | Pru                              | |
| 2016      | Pomáda: Živě                              | Danny Zuko                       | televizní živý přenos muzikálu, hlavní role |
| 2016      | Undrafted                                 | John „Maz“ Mazetti               | |
| 2016      | Better Off Single                         | Charlie                          | |
| 2016      | BrainDead                                 | Gareth                           | televizní seriál, hlavní role |
| 2017–2021 | Dobrý boj                                 | Spencer Zschau                   | 3 díly |
| 2018      | Znenadání                                 | Tony Silvero                     | |
| 2019      | The Code                                  | Matt Dobbins                     | 5 dílů |
| 2020      | One Royal Holiday                         | James                            | televizní film |
| 2021      | American Horror Stories                   | Adam Jay                         | díly: „Rubber(wo)Man Part Two“ „Feral“ |
| 2021      | Schmigadoon!                              | Dany Bailey                      | hlavní role |

## Divadlo
| Rok   | Název                              | Role                  | Poznámky |
| ----- | ---------------------------------- | --------------------- | --- |
| 2006  | Hairspray                          | Link Larkin           | Neil Simon Theatre 18. července 2006 – 18. ledna 2007                                                                                            |
| 2007  | Tři mušketýři                      | D'Artagnan            | North Shore Music Theatre 21. srpna 2007 – 9. září 2007                                                                                          |
| 2008  | Čarodějka                          | Fiyero                | George Gershwin Theatre 24. června 2008 – 9. listopadu 2008 20. ledna 2009 – 9. března 2009                                                      |
| 2009  | Next to Normal                     | Gabe Goodman          | Booth Theatre 27. března 2009 – 3. ledna 2010 |
| 2009  | Chyť mě, když to dokážeš (muzikál) | Frank Abagnale mladší | 5th Avenue Theatre 28. července 2009 – 16. srpna 2009                                                                                            |
| 2010  | Rent                               | Roger Davis           | Hollywood Bowl 6. srpna 2010 – 8. srpna 2010 |
| 2011  | Chyť mě, když to dokážeš (muzikál) | Frank Abagnale mladší | Neil Simon Theatre 11. března 2011 – 4. září 2011                                                                                                |
| 2014  | Assasins                           | John Wilkes Booth     | Menier Chocolate Factory 21. listopadu 2014 – 8. února 2015                                                                                      |
| 2017  | Company                            | Robert                | Barrington Stage Company: 10. srpna – 10. září 2017                                                                                              |
| 2018– | Moulin Rouge!                      | Christian             | Emerson Colonial Theatre: 10. července – 19. srpna 2018 Al Hirschfeld Theatre: 28. června 2019 – 11. března 2020; znovu uváděno od 25. září 2021 |

## Ocenění a nominace
| Rok  | Ocenění                                                                         | Nominovaná práce | Výsledek  |
| ---- | ------------------------------------------------------------------------------- | ---------------- | --------- |
| 2012 | Washington D.C. Area Film Critics Association Award pro nejlepší obsazení filmu | Bídníci          | vítězství |
| 2012 | San Diego Film Critics Society Award pro nejlepší výkon obsazení filmu          | Bídníci          | nominace  |
| 2012 | Satellite Award pro nejlepší obsazení v celovečerním filmu                      | Bídníci          | vítězství |
| 2012 | Phoenix Film Critics Society Awards pro nejlepší obsazení                       | Bídníci          | nominace  |
| 2012 | National Board of Review Award pro nejlepší obsazení                            | Bídníci          | vítězství |
| 2013 | Critics' Choice Movie Award pro nejlépe hrající obsazení filmu                  | Bídníci          | nominace  |
| 2013 | Screen Actors Guild Award pro nejlepší výkon obsazení celovečerního filmu       | Bídníci          | nominace  |
| 2017 | MTV Movie & TV Awards pro nejlepší hudební moment                               | Pomádá: Živě     | vítězství |
| 2017 | Filmový festival Sunscreen pro nejlepšího herce                                 | Created Equal    | vítězství |